# Cucina coreana

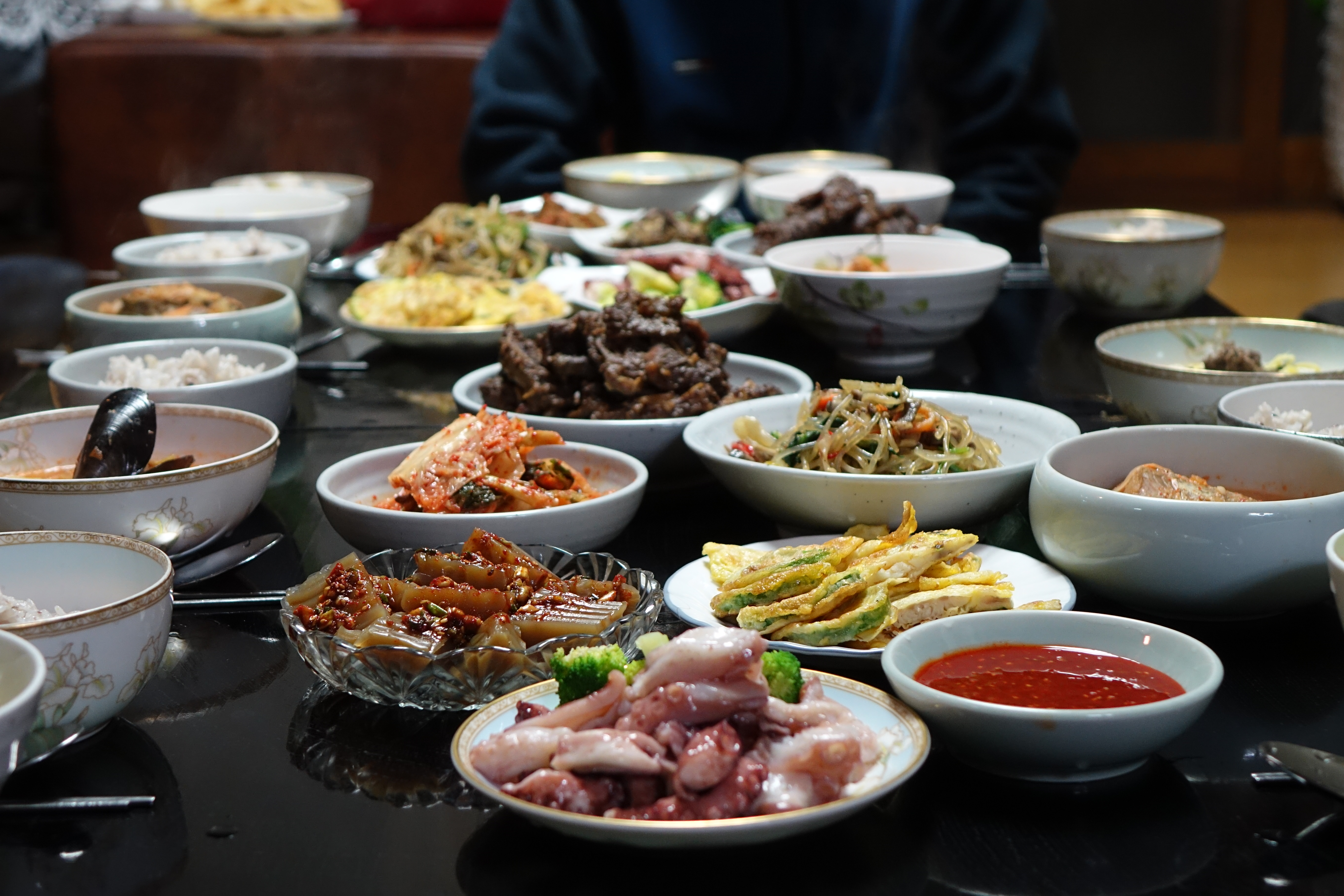
Hanjeongsik, un pasto completo coreano con una selezione di banchan (contorni)

La cucina coreana (한식?, hansikLR o 한국 요리?, 韓國料理?, hanguk yoriLR in Corea del Sud; 조선 료리?, 朝鮮料理?, chosŏn ryoriMR in Corea del Nord) trova le sue origini nelle tradizioni preistoriche della penisola coreana, evolvendosi attraverso una complessa interazione di accadimenti ambientali, politici e culturali.
La cucina coreana si basa in gran parte sull'utilizzo di riso, verdure, pesce e (specie al Sud) carne. I pasti coreani tradizionali si distinguono per il gran numero di contorni (banchan) che accompagnano il riso a grano corto cotto al vapore. Il kimchi è servito molto spesso, talvolta ad ogni pasto. Ingredienti comuni della cucina coreana sono l'olio di sesamo, il doenjang (una pasta di soia fermentata), salsa di soia, sale, aglio, zenzero, coriandoli di peperoncino e il gochujang, una pasta di peperoncini piccanti fermentati.
I piatti e gli ingredienti variano a seconda delle province. Molti piatti locali sono diventati nazionali, e molti piatti che erano nazionali sono stati modificati nelle varie regioni del paese. La cucina della corte reale coreana ha importato tutte le specialità locali a beneficio della famiglia reale. Lo svolgimento dei pasti è disciplinato dal galateo coreano.

## Alimenti

### Cereali
I cereali sono uno dei fondamenti della cucina coreana. Gli antichi miti sulla fondazione dei vari regni di Corea sono basati sui cereali. Un mito riguarda Jumong, che ricevette semi di orzo da due colombe inviategli da sua madre dopo aver fondato il regno di Goguryeo. Un altro mito racconta delle tre divinità fondatrici dell'isola di Jeju-do, promesse spose delle tre principesse di Tamna; le divinità portarono semi di cinque diversi cereali che, una volta piantati, diedero origine all'agricoltura.
Durante l'era pre-moderna, cereali come l'orzo e il miglio erano molto consumati e furono poi affiancati dal frumento, dal sorgo e dal grano saraceno. Il riso non è una pianta autoctona in Corea; il cereale più coltivato, prima di venire soppiantato dal riso, era il miglio. Il riso diventò il cereale prediletto durante il periodo dei tre regni di Corea, in particolare nei regni di Silla e Baekje nelle regioni meridionali della penisola. Esso era una merce così importante nel regno di Silla che venne utilizzato per pagare le tasse; infatti l'ideogramma sino-coreano per la parola "tassa" è un carattere composto che utilizza il simbolo che indica la pianta di riso. La predilezione per il riso crebbe sotto la dinastia Joseon, quando nuovi metodi di coltura e nuove varietà di riso furono ideati per incrementare la produzione. Siccome quando fu introdotto in Corea il prezzo del riso era proibitivo, i chicchi venivano mischiati con chicchi di altri cereali per "tagliarlo"; questo è ancora oggi il metodo di preparazione di piatti quali il boribap (riso con orzo) e il kongbap (riso coi fagioli).

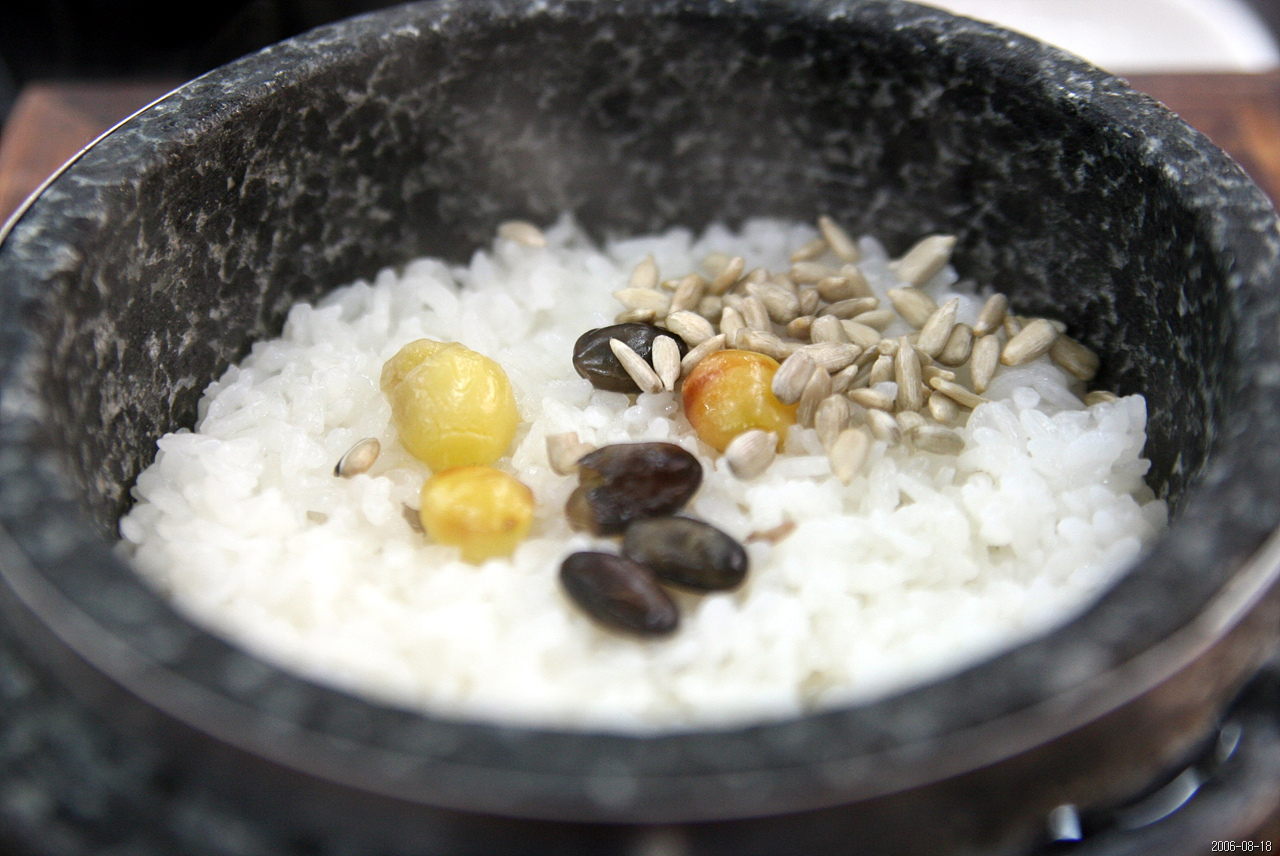
Dolsotbap, riso cotto in una terrina di pietra (dolsot)

Il riso raffinato è il tipo di riso preferito sin dalla sua introduzione nella cucina. Il metodo più tradizionale di cottura del riso consiste nella cottura in una pentola di ferro, chiamata sot (솥) o musoe sot (무쇠솥). Questo tipo di cottura risale almeno al periodo Goryeo, e queste pentole sono state ritrovate nelle tombe risalenti al periodo Silla. Il sot viene utilizzato, più o meno nello stesso modo, ancora ai nostri giorni.
Il riso è anche utilizzato per fare diverse pietanze, oltre alla tradizionale scodella di riso in bianco. È abitualmente tritato finemente e utilizzato per fare torte di riso, chiamate tteok, in oltre duecento varianti. Inoltre viene cotto per ottenere il congee (juk) o una zuppa chiamata mieum e mescolato con altri cereali, carne o pesce. I Coreani inoltre producono diversi tipi di sakè, sia filtrati che non filtrati.

### Legumi
I legumi hanno svolto un ruolo importante nella storia della cucina coreana, come indicato dai resti preservati di legumi ritrovati nei siti archeologici in Corea. Gli scavi al sito Okbang a Jinju, nella provincia del Gyeongsang Meridionale, dimostrano che la soia era coltivata per fini alimentari già intorno al 1000-900 a.c. La soia viene utilizzata per produrre il tofu (dubu), mentre i germogli vengono fatti saltare in padella e serviti come verdura (kongnamul); la soia viene anche condita e servita come piatto di contorno; viene inoltre utilizzata per produrre il latte di soia, che è un ingrediente base del piatto di spaghetti coreani chiamato kongguksu. Un sottoprodotto della produzione del latte di soia è la polpa di soia (kongbiji), che è usata per dare consistenza a stufati e zuppe. La soia può anche essere utilizzata per preparare il kongbap, un bollito di legumi assortiti e cereali, ed è anche l'ingrediente principale di condimenti generalmente denominati jang, quali le salse doenjang, cheonggukjang, ganjang, la piccante gochujang, e molti altri.
I fagioli indiani sono abitualmente utilizzati nella cucina coreana, dove vengono chiamati nodku (绿豆, letteralmente "fagioli verdi"). I germogli di fagiolo indiano, denominati sukju namul, sono spesso serviti come contorno, scottati e saltati con olio di sesamo, aglio e sale. I fagioli indiani tritati sono usati per realizzare un bodino chiamato nokdujuk, somministrato come integratore alimentare e digestivo, specialmente alle persone malate. Uno spuntino popolare, il bindae-tteok (torta di fagioli indiani) è preparato con fagioli indiani tritati e germogli freschi degli stessi fagioli. L'amido estratto dalla tritatura dei fagioli indiani viene utilizzato per realizzare i dangmyeon, un tipo di noodles trasparenti. I noodles sono l'ingrediente principale del japchae (un tipo di insalata) e del sundae (un tipo di sanguinaccio) oppure utilizzati come ingrediente secondario di zuppe e stufati. L'amido può anche essere impiegato per realizzare piatti gelatinosi, quali il nokdumuk e il hwangpomuk. I muk hanno un sapore delicato, perciò vengono serviti conditi con salsa di soia, olio di sesamo e alghe sbriciolate, oppure altri condimenti come il tangpyeongchae.
La coltivazione del fagiolo azuki risale a tempi antichi, e basandosi sugli scavi nella località Odong-ri a Hoeryong, nella provincia dello Hamgyŏng Settentrionale, si può far risalire al periodo Mumun (tra il 1500 e il 300 a.c.). I fagioli azuki si consumano abitualmente come patbap, ovvero una ciotola di riso mischiato con i fagioli, oppure come ripieno e copertura del tteok (torta di riso) e dei pani. Un budino prodotto con i fagioli azuki, chiamato patjuk, è consumato solitamente in inverno. Durante il Dongjinal, un festa tradizionale coreana che cade il 22 dicembre, i Coreani consumano il donji patjuk, che contiene saealsim (새알심), una polpetta fatta con farina di riso. Secondo l'antica tradizione coreana, si crede che il patjuk sia in grado di scacciare gli spiriti maligni.

### Carni
Nell'antichità la caccia e la pesca garantivano la gran parte dei fabbisogni di carne dei Coreani. Antichi documenti indicano che la pratica dell'allevamento di bestiame iniziò a svilupparsi durante il periodo dei tre regni. La carne a quel tempo veniva consumata arrostita, in zuppe o stufati; i popoli che vivevano nell'entroterra avevano una dieta ricca di carne, mentre le comunità che vivevano in prossimità degli oceani erano in grado di complementare la loro dieta con più pesce.

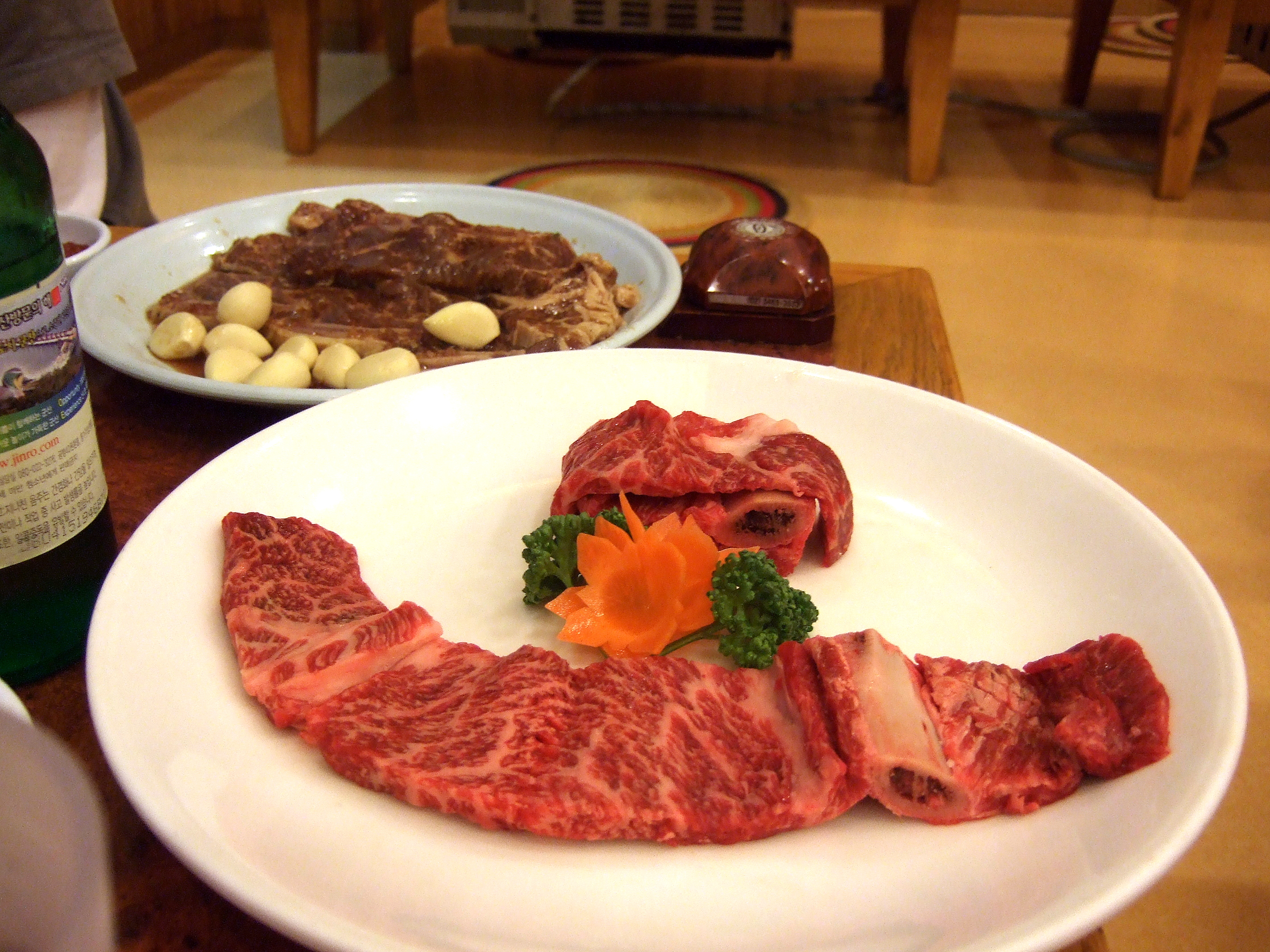
Han-u galbi (manzo marinato)

#### Manzo
La carne di manzo è la più pregiata di tutte le carni, e il bestiame occupa un ruolo culturale di rilievo nella famiglia coreana; ritenuto un pregiato animale da soma, veniva considerato più per i servizi che offriva che per la carne da consumare, fino al punto di essere equiparato alla servitù umana o addirittura ritenuto un membro della famiglia. Alle bestie era pure dedicata una festa, in occasione del primo giorno della 'mucca' del capodanno coreano.
L'importanza data al bestiame suggerisce che i Coreani non ne consumavano in grandi quantità, poiché le bestie erano utili come animali da fatica e macellarne uno avrebbe causato grossi problemi all'attività agricola; a causa di questa circostanza, il maiale e il pesce erano probabilmente consumati con maggiore frequenza. La classe dirigente buddista del periodo Goreyo proibì il consumo di carne di manzo. I Mongoli revocarono il divieto durante il XIII secolo e incentivarono la produzione di carne da macello.
La produzione incrementò durante il periodo Joseon, quando il governo incoraggiò una produzione più abbondante e di qualità. La carne di manzo è diventata di consumo quotidiano solo nell'ultima parte del XX secolo; viene cucinata in diversi modi e generalmente viene arrostita, grigliata (gui), bollita per preparare le zuppe guk. Viene anche privata del grasso, tagliata a fettine e disidratata per preparare il jerky (yukpo).

#### Pollo
Il pollo è da sempre una importante fonte di proteine nella tradizione coreana, come riportato da diversi miti. Un mito racconta della nascita di Kim Alji, fondatore della famiglia Kim di Gyeongju, annunciata dall'urlo di un pollo bianco. Siccome la nascita di un fondatore di un clan è sempre annunciata da un animale dalle qualità soprannaturali, questo mito è testimone dell'importanza del pollo nella cultura coreana. Il pollo è spesso servito arrostito o brasato, con le verdure o nelle zuppe.
Nella cucina coreana si utilizzano tutte le parti dell'animale, incluso il ventriglio, il fegato e le zampe. I polli giovani vengono brasati con il ginseng e altri ingredienti per preparare zuppe medicinali (samgyetang), consumate durante l'estate per combattere il caldo. Le zampe dell'animale, chiamate dakbal (닭발), sono spesso arrostite e ricoperte con una salsa bollente e piccante a base di gochujang e servito come anju o come contorno per accompagnare le bevande alcoliche, specialmente il soju (simile alla vodka).

#### Maiale

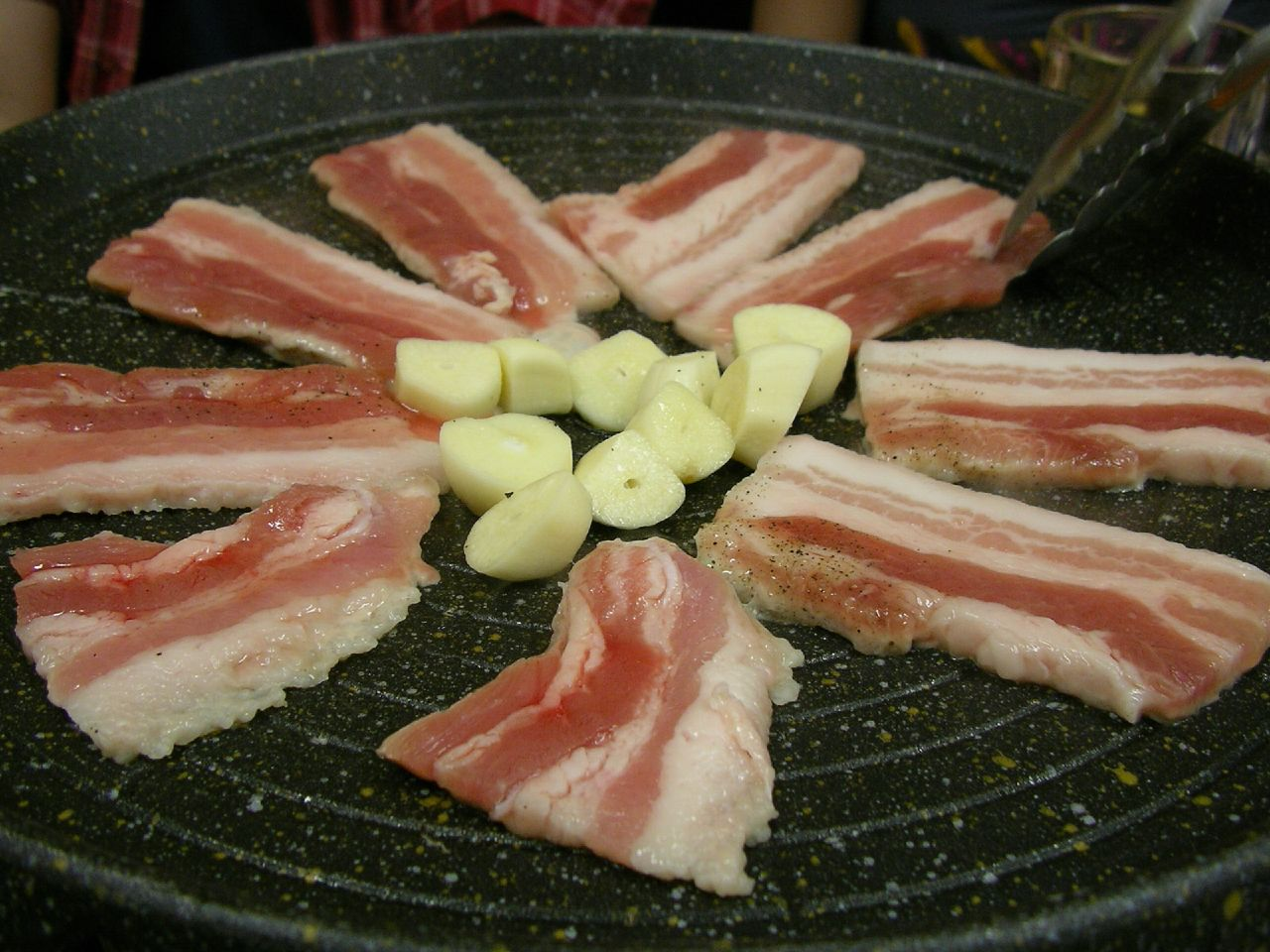
Samgyeopsal, maiale piccante grigliato

Il maiale è un'altra importante fonte di proteine per i Coreani. I documenti indicano che il maiale è entrato a far parte della dieta sin dall'antichità, parallelamente alla carne di manzo.
Diversi cibi vengono evitati quando si consuma carne di maiale, tra cui il raperonzolo (doraji, 도라지) e il fior di loto asiatico (yeonn ppuri, 연뿌리) poiché si ritiene che l'associazione sia causa di problemi intestinali. Tutte le parti del maiale vengono utilizzate, incluse la testa, l'intestino, i reni ecc. I Coreani cuociono queste parti in diversi modi, tra cui la cottura a vapore, lo stufato, la bollitura e l'affumicatura.

#### Cane
La consumazione di carne di cane risale all'antichità. La razza di cane allevata per fini alimentari, il nureongi (누렁이), è diversa dalle razze allevate per altri fini (compagnia, guardia ecc.). La carne di cane è consumata generalmente durante i mesi estivi, sia arrostita che nelle zuppe. Tra queste ultime la più popolare è il bosintang (anche chiamata gaejang-guk), uno stufato piccante che si ritiene sia in grado di stabilizzare il calore corporeo durante i mesi estivi; gli aderenti a questa pratica sostengono che essa serva ad assicurare buona salute bilanciando il ki, ovvero l'energia vitale del corpo. Una ricetta del gaejang-guk del XIX secolo spiega che il piatto è preparato facendo bollire la carne con le cipolle e la polvere di peperoncino. Varianti del piatto contengono pollo e germogli di bamboo. Sebbene questi piatti siano ancora popolari in Corea in alcune comunità, il cane non è consumato in quantità paragonabili al manzo, al pollo o al maiale.

### Prodotti ittici
Per via della presenza degli oceani che bagnano la penisola di Corea, il pesce e i frutti di mare sono un componente importante della cucina nazionale. Reperti del XII secolo illustrano che la gente comune consumava in gran parte pesce e molluschi quali i gamberetti, le vongole, le ostriche, gli abaloni e i cobìti, mentre ovini e suini erano prerogativa delle classi superiori. Sia il pesce di acqua dolce che salata è popolare ed è servito crudo, grigliato, essiccato o come ingrediente di zuppe e stufati.

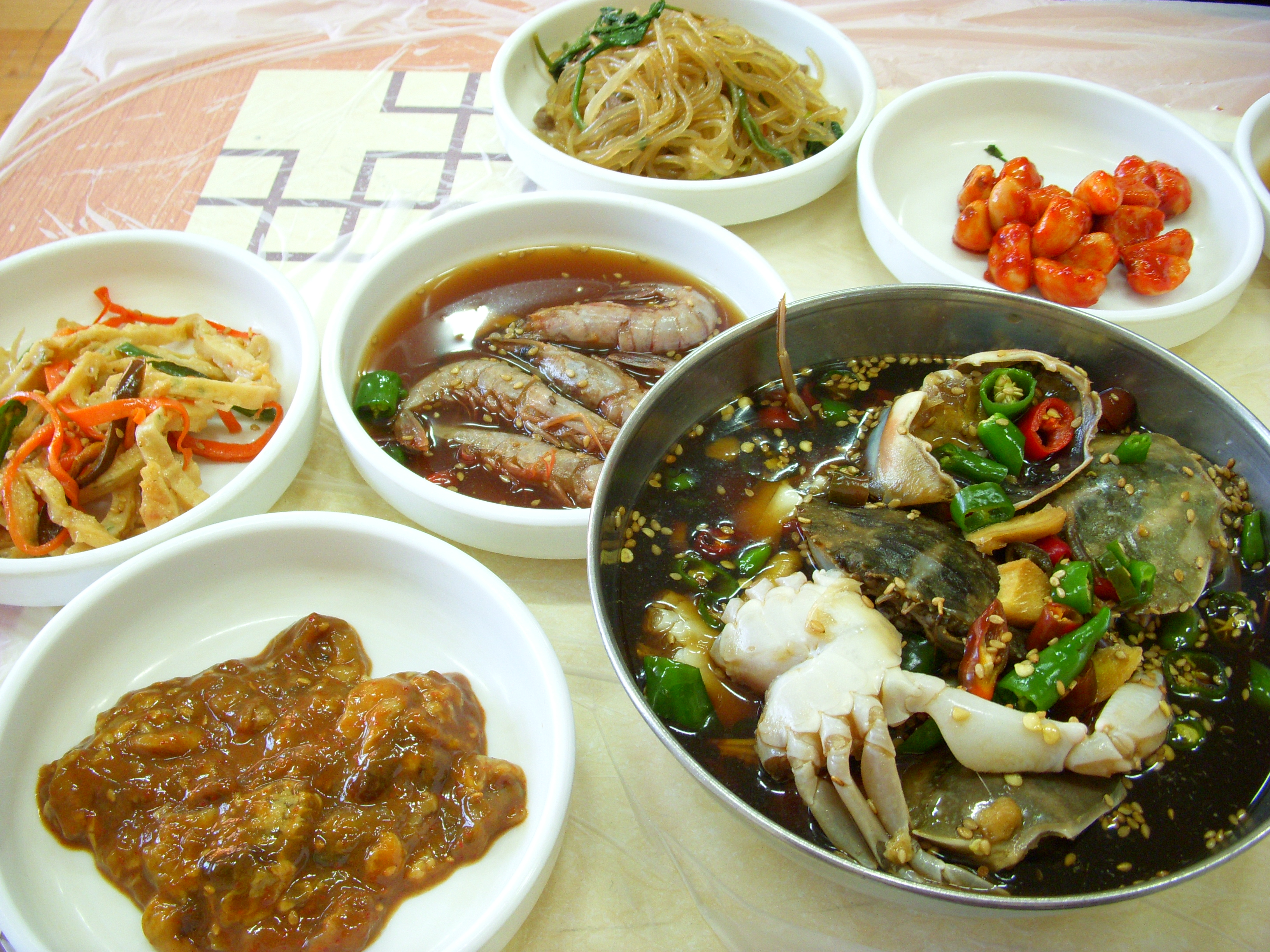
Una ciotola di gejang, granchi marinati in salsa di soia e diversi contorni (banchan)

Tra i pesci alla griglia più comuni vi sono lo sgombro, i trichiuridi, gli scienidi e le aringhe del Pacifico.
Altri piccoli pesci quali i gamberetti, i calamari e molti altri molluschi e frutti di mare vengono salati e fatti fermentare; si ottiene così un condimento chiamato jeotgal. Il pesce viene grigliato sia intero che tagliato a filetti (banchan). Il pesce spesso viene fatto seccare in modo naturale per prolungarne la conservazione e permetterne il trasporto a lunga distanza. Tra i pesci essiccati più comuni ricordiamo gli scienidi e le acciughe (myeolchi).
 Le acciughe secche, insieme alle alghe, formano la base per la preparazione di molti brodi.
I molluschi sono consumati in una moltitudine di preparati. Si possono usare per preparare brodi, mangiati crudi con il chogochujang, che è una mistura di gochujang (un condimento piccante a base di soia) e aceto oppure come ingredienti di base di molti piatti.
Le ostriche crude ed altri molluschi possono essere usati quali ingredienti del kimchi per migliorarne e modificarne il sapore.
I gamberetti salati sono usati come aromatizzanti, con il nome di saeujeot, per la preparazione di alcune varianti del kimchi. I gamberoni sono spesso grigliati per la preparazione di gui (piatti grigliati) oppure essiccati, mescolati alla verdura e serviti col riso. Altri molluschi comunemente consumati in Corea sono il polpo, la seppie e il calamaro.

### Verdure
La cucina coreana fa uso di una gran varietà di verdure, che vengono spesso servite crude sia in insalata che sottaceto, sia cotte in vari stufati, rosolate o in altre maniere. Verdure comunemente usate sono il ravanello coreano, il cavolo Napa, le patate, le patate dolci, gli spinaci, i germogli di fagiolo, la cipolla, l'aglio, il peperoncino, le alghe, la zucchina, i funghi, e il fior di loto asiatico. Diversi tipi di verdure selvatiche, chiamate collettivamente chwinamul, quali l'aster, sono pietanze comuni; altre, quali i germogli di felce (gosari) o le radici di raperonzolo (doraji), si raccolgono e consumano stagionalmente. Erbe medicinali, quali il ginseng, il fungo dell'immortalità, le bacche di Goji, il dang shen e l'angelica cinese, sono spesso usate come ingredienti per piatti quali la samgyetang (zuppa di pollo e ginseng).

### Dolci
- Yakgwa
- Subak-hwachae

### Condimenti e spezie
I condimenti si dividono in fermentati e non fermentati. Tra i condimenti fermentati, vi sono il ganjang, il doenjang, il gochujang e gli aceti. Della categoria non fermentati e spezie, fanno parte il pepe nero, il pepe rosso, il pepe di Sichuan, la cordifolia, la mostarda, l'aglio, lo zenzero, il porro e l'erba cipollina.

### Cibi medicinali
I cibi medicinali (boyangshik) includono una varietà di pietanza specialmente preparate per fini terapeutici, in particolare durante il periodo più caldo del calendario lunare, chiamato sambok. Si ritiene che la consumazione di cibi caldi aiuti a ripristinare il ki, sia l'energia fisica e sessuale consumata durante l'estate.
I boyangshik più consumati sono: il ginseng, il pollo, il boshintang  (zuppa di cane), l'abalone (lumache di mare), l'anguilla, la carpa, il midollo osseo, i reni di maiale e la capra nera. Questi cibi sono in genere consumati dagli uomini come esibizione di mascolinità e affabilità.

## Pietanze
I piatti coreani si possono suddividere in "piatti principali" (주식), "piatti secondari" (부식) e "dessert" (후식). I piatti principali sono basati sui cereali; tra questi il bap (una ciotola di riso), il congee (porridge di riso) e gli spaghetti coreani.

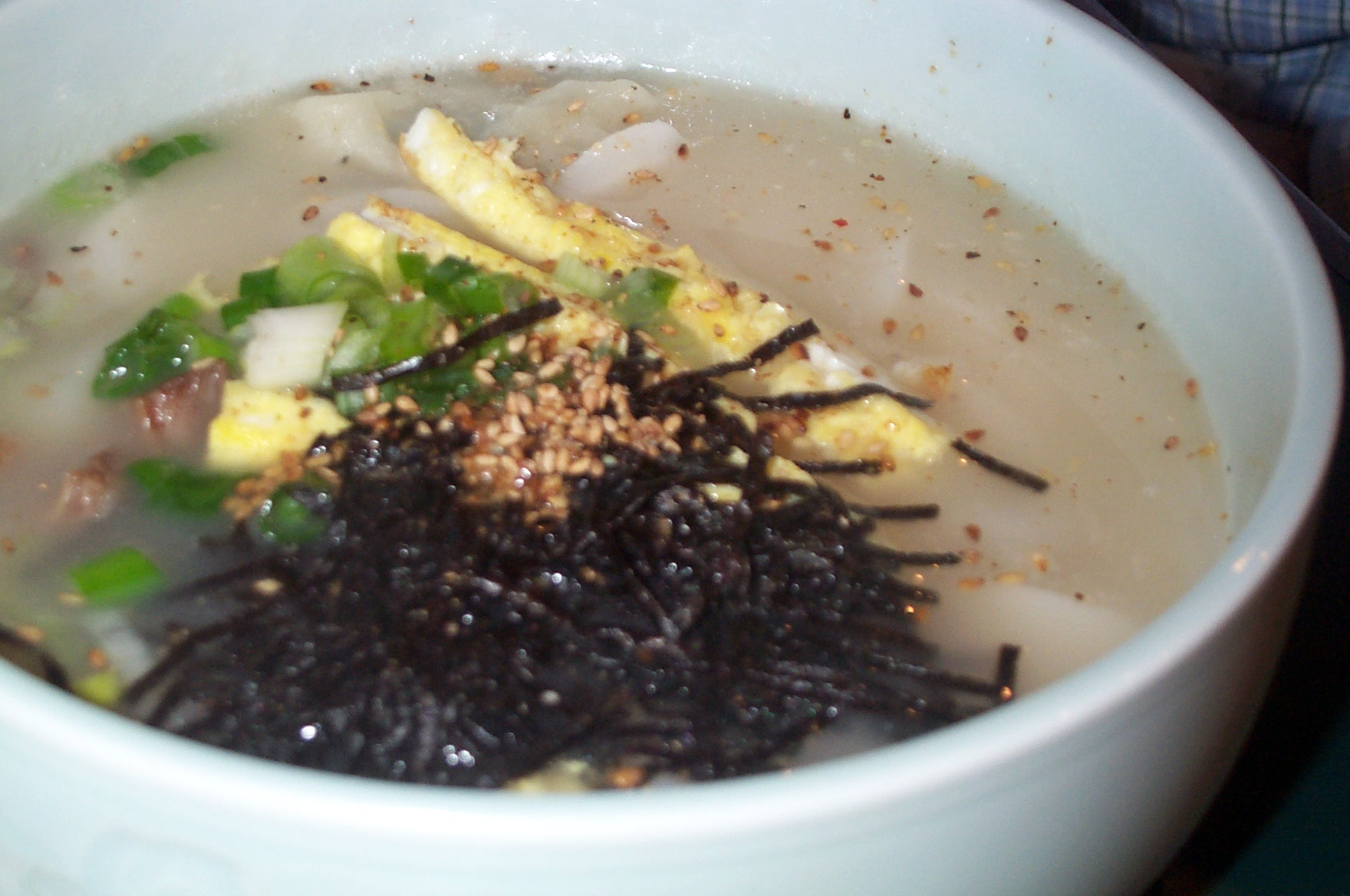
Tteokguk, una zuppa a base di tteok, gnocchi di riso

Molti banchan (contorni) coreani utilizzano la fermentazione per dare sapore e favorire la conservazione; il processo imprime dei sapori di tipo acidulo, salato e piccante. Certe regioni sono associate a piatti particolari (ad esempio la città di Jeonju con il bibimbap), sia perché luogo di origine del piatto o per una famosa variante regionale. I ristoranti adottano questi nomi di richiamo nei loro menù o nelle loro insegne (es: "Suwon galbi").

### Zuppe e stufati
Le zuppe sono un componente comune di ogni pasto coreano. A differenza di altre culture orientali, dove la zuppa viene servita come antipasto o al termine del piatto, in Corea funge da contorno del piatto principale e da complemento del riso insieme ad altri banchan. Le guk sono spesso a base di carne, molluschi e verdure, mentre le tang sono una variante più sostanziosa e meno liquida e vengono servite come pietanza principale del pasto. Le jjigae sono zuppe corpose e saporite, simili ad un brasato: sovente sono un piatto di contorno condiviso dai commensali, cotto e servito in porzioni singole in ciotole di ceramica vetrificata. La versione più diffusa è il doenjang jjigae, ovvero uno stufato di pasta di soia; ingredienti comuni includono le verdure, pesce di acqua salata o dolce e il tofu, a seconda delle stagioni e degli ingredienti disponibili. Altre popolari varianti dello jjigae contengono kimchi (kimchi jjigae) o tofu (sundubu jjigae). Il jeongol è simile al jjigae, ma è meno saporito e i commensali attingono dalla stessa pentola.
Alcuni tipi di zuppe popolari sono:
- Malgeunguk (맑은국), insaporita con il ganjang (salsa di soia). È una zuppa a base di verdure, con eventuale aggiunta di piccole quantità di carne bollita, oppure di pesce fresco od essiccato.
- Tojangguk (토장국), insaporita con il doenjang (pasta di soia). Ingredienti comuni sono molluschi come le vongole, acciughe essiccate e gamberetti. Per ottenere una zuppa più piccante, si aggiunge la gochujang (pasta di peperoncino).[43]
- Gomguk (곰국) o gomtang (곰탕), a base di ossa di manzo bollite o cartilagini. È un piatto di origine contadina, in cui tutte le parti del manzo vengono utilizzate, incluse la coda, le zampe e le costole, con o senza carne attaccata; le costole vengono bollite in acqua per estrarre i grassi, il midollo e la gelatina animale, per creare una zuppa saporita. Alcune varianti di questa zuppa possono utilizzare anche la testa e le viscere. L'unico condimento utilizzato è il sale.
- Naengguk (냉국), una zuppa fredda generalmente consumata nei mesi estivi per rinfrescare i commensali. Normalmente si usano pochi condimenti, quali il ganjang e l'olio di sesamo.[43]

### Kimchi

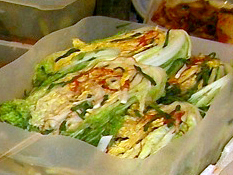
Baek kimchi

Il termine kimchi si usa per indicare piatti a base di verdure generalmente preparati con cavolo napa, radicchio coreano o - a volte - cetriolo, comunemente fermentati in acqua salata con zenzero, aglio, cipolla e peperoncino.
Ci sono moltissime varianti e specialità regionali, e viene servito come piatto di contorno o come ingrediente di zuppe e piatti a base di riso. I Coreani tradizionalmente preparano kimchi a sufficienza affinché basti per tutta la stagione invernale; in quanto piatto fermentato si conserva anche per diversi anni. In passato veniva conservato in contenitori tradizionali coreani chiamati jangodokdae sebbene con la diffusione di frigoriferi, freezer speciali e la produzione commerciale del kimchi, questa pratica è diventata meno diffusa. Il kimchi è ricco di vitamine A, B1, B2, calcio e ferro. Il suo beneficio maggiore tuttavia deriva dalla presenza dei lactobacilli, comunemente contenuti nello yogurt, batteri in grado di aiutare la digestione. I Sudcoreani consumano in media 18 kilogrammi di kimchi all'anno.